# Serge Abiteboul
Pour l’article homonyme, voir Abiteboul.
Serge Abiteboul, né le 25 août 1953 à Paris, est un informaticien français, chercheur à l'ENS Paris et directeur de recherche émérite à l'Inria,  membre de l'Académie des sciences et de l'Academia Europaea depuis 2011. 
Il milite pour l'inclusion numérique et  l'enseignement de l'informatique à l'école dès le plus jeune âge, pour les communs numériques, pour la reconquête par les internautes de leurs données personnelles, la régulation des plateformes de la toile, et la sobriété impacts environnementaux du numérique.

## Biographie et travaux
Serge Abiteboul est directeur de recherches à INRIA et à l'ENS Paris. Il est connu pour ses théories sur les bases de données relationnelles, bases de données objets, bases de données actives (en), gestion d'information sur le Web, gestion de données distribuées.
Il est l'auteur avec Philippe Rigaux de deux MOOC sur le site FUN.

### Responsabilités scientifiques
Il est nommé membre du Conseil national du numérique (CNNum) pour une durée de trois ans en janvier 2013. Il a été membre du collège de l'ARCEP de 2018 à 2024. Il a été président de la Fondation Blaise Pascal de 2018 à 2023.
Il est élu membre de l'Académie des sciences en décembre 2008 pour ses travaux sur la gestion d'information ainsi que de l'Academia Europaea depuis 2011.
Il est membre du Conseil scientifique de la Société informatique de France après avoir été son Président. 
Il est commissaire scientifique de l'exposition Terra data, nos vies à l’ère du numérique en 2017-18 à la Cité des sciences.   

### Publications
Il est auteur ou co-auteur des ouvrages suivants :
- Web Data Management, 2011, Cambridge University Press, avec Ioana Manolescu, Philippe Rigaux, Marie-Christine Rousset, et Pierre Senellart[9]
- Foundations of Databases, 1995, Pearson[10] avec Richard Hull et Victor Vianu ;
- Data on the Web, 1999, Morgan Kaufmann[11] avec Peter Buneman et Dan Suciu ;
- Sciences des données : de la logique du premier ordre à la toile, Collège de France & Fayard (2012)[12] ;
- Le Temps des Algorithmes, Le Pommier (2017)[13] avec Gilles Dowek ;
- Terra data,  Le Pommier (2017)[14] avec Valérie Peugeot ;
- Nous sommes les réseaux sociaux,  Odile Jacob (2022)[15] avec Jean Cattan[16] ;
- Vive les communs numériques ! - Logiciels libres, Wikipédia, le Web, la science ouverte, etc, Odile Jacob (2024)[17] avec François Bancilhon.

### Littérature
Également romancier, Serge Abiteboul est l'auteur ou co-auteur des titres suivants :
- Le Livre d'Axel, éditions Lulu.com, 2000 ;
- Hirondelles sur le web avec Luc Blanchard, éditions Studio Graph, 2005 ;
- L’Américain de Sèvres, avec Yann Fradin, éditions Lulu.com, 2010 ;
- L’Arpète, éditions Publie.net[18], 2014 ;
- Noir en Seine, avec Catherine Candelier, éditions Lulu.com, 2015 ;
- Galalithe[19], (2018) ;
- Le bot qui murmurait à l'oreille de la vieille dame[20], Le Pommier, 2018 ;
- Charlotte et le pot de griottes[21], (2020) ;
- À chacun son confinement[22], (2020) ;
- La métamorphose du psychopathe, avec Alain Champigneux, éditions Lulu.com, (2023) ;

### Théâtre
Il est co-auteur de Qui a hacké Garoutzia ? avec Gilles Dowek et Laurence Devillers, dont la première a été donnée au festival "Off" d'Avignon en juillet 2023, dans une mise en scène de Lisa Bretzner.

### Presse
Il est également fondateur du blog du Monde.fr « Binaire, l'informatique : la science au cœur du numérique » où il intervient régulièrement.

## Distinctions
En 1998, Serge Abiteboul reçoit l'ACM Sigmod Innovation Award. En 2007, Serge Abiteboul reçoit le Grand Prix des sciences en informatique de la Fondation EADS. Il est titulaire de la chaire d'informatique et sciences numériques du Collège de France en 2011-2012. Il est titulaire de la chaire Franqui à l'université de Namur en 2012-2013. Il est distingué ACM Fellow en 2011. En 2013, il reçoit le prix Milner de la Royal Society pour ses contributions dans le domaine des bases de données. Il est également professeur affilié de l'ENS Paris-Saclay depuis 2014. Il a été titulaire d'une bourse de l'European Research Council, sur "Web data management", 2008-2013. En 2018, il reçoit un doctorat honoris causa de l'université de Hasselt.